# Seksmisja
Seksmisja – polska fantastycznonaukowa komedia filmowa z 1983 w reżyserii Juliusza Machulskiego, według scenariusza napisanego wraz z Jolantą Hartwig i Pavlem Hajnym. Bohaterami filmu są zahibernowani w 1991 roku mężczyźni Maks (Jerzy Stuhr) oraz Albert (Olgierd Łukaszewicz), którzy budzą się w 2044 roku po wojnie w totalitarnym świecie pozbawionym mężczyzn i starają się przetrwać w nim za wszelką cenę.
Seksmisja została wyprodukowana przez Zespół Filmowy „Kadr” za 70 milionów ówczesnych złotych. Film po premierze odniósł zauważalny sukces frekwencyjny, stając się przebojem także w Niemieckiej Republice Demokratycznej oraz Związku Socjalistycznych Republik Radzieckich. Seksmisja została również nagrodzona Srebrnymi Lwami Gdańskimi na Festiwalu Polskich Filmów Fabularnych oraz Złotą Kaczką w plebiscycie czasopisma „Film”. Seksmisja z czasem zyskała miano filmu kultowego, aczkolwiek ze względu na utożsamienie emancypacji kobiet z komunistyczną dyktaturą epoki Polskiej Rzeczypospolitej Ludowej była obiektem krytyki feministycznej.

## Fabuła
Akcja filmu, który wykazuje zauważalne podobieństwo do słuchowiska Matriarchat (1978) Marcina Wolskiego, rozpoczyna się w sierpniu 1991 roku. Telewizja transmituje eksperyment, w którym dwaj śmiałkowie, Maks i Albert, dobrowolnie poddają się hibernacji w ramach eksperymentu prowadzonego przez profesora Wiktora Kuppelweisera. Budzą się dopiero w roku 2044. Opiekująca się nimi doktor Lamia zawiadamia ich, że podczas ich snu wybuchła na Ziemi wojna, w której użyto bomby M. Broń ta miała czasowo paraliżować geny męskie, jednak w wyniku błędu geny męskie zostały zniszczone, przez co bohaterowie zostali jedynymi mężczyznami na planecie. Tymczasem kobiety dzięki partenogenezie od dawna „produkują” w warunkach laboratoryjnych wyłącznie dziewczynki. Maks i Albert są zszokowani. Wkrótce uświadamiają sobie, że egzystują w całkowicie sztucznym, ulokowanym pod ziemią świecie, w którym stali się królikami doświadczalnymi w rękach ciekawych ich odmienności kobiet.
Zaniepokojona obecnością samców jest dyktatorka Jej Ekscelencja. Dochodzi do procesu, na którym głosowana jest naturalizacja (przymusowa operacyjna zmiana płci) bądź likwidacja samców. Ostatecznie, przewagą jednego głosu, wygrywa opcja naturalizacji. Tymczasem Maks i Albert uciekają. Gdy zostają ujęci, kobiety uznają ich za bardziej niebezpiecznych, niż zakładały, i postanawiają zamiast naturalizacji zlikwidować obu samców, przeznaczając ich narządy do przeszczepów, a ciała do eksperymentów. Z pomocą przychodzi im Lamia, która w wyniku intryg sióstr z działu Genetix (odpowiedzialnego za kwestie genetyczne) utraciła prawo prowadzenia badań nad samcami.
Razem z Lamią i śledzącą ich Emmą Maks i Albert wydostają się na powierzchnię, odkrywając mistyfikację – wbrew oficjalnej wersji na Ziemi nie ma żadnego skażenia radioaktywnego, a Jej Ekscelencja okazuje się ocalałym mężczyzną. Albert i Maks dokonują w „wylęgarni noworodków” biologicznego sabotażu, wskutek którego zamiast dziewczynek rodzą się pierwsi od czasu wojny chłopcy.

## Obsada
Źródło: Filmpolski.pl
- Jerzy Stuhr – Maksymilian „Maks” Paradys
- Olgierd Łukaszewicz – Albert Starski
- Bożena Stryjkówna – Lamia Reno
- Bogusława Pawelec – Emma Dax
- Hanna Stankówna – dr Tekla, szefowa „Genetix”
- Beata Tyszkiewicz – dr Berna, szefowa „Archeo”
- Ryszarda Hanin – dr Jadwiga Yanda, córka Maksa
- Janusz Michałowski – profesor Wiktor Kuppelweiser
- Piotr Stefaniak(inne języki) – asystent Kuppelweisera
- Wiesław Michnikowski – Jej Ekscelencja
- Mirosława Marcheluk – doradca Jej Ekscelencji
- Barbara Ludwiżanka – starowinka Julia Novack
- Grażyna Trela – strażniczka w kopalni
- Dorota Stalińska – reporterka tv
- Ewa Szykulska – instruktorka zadająca manekinowi rany cięte
- Hanna Mikuć – Linda, strażniczka mężczyzn
- Elżbieta Zającówna – Zajaconna, strażniczka w blokhauzie
- Juliusz Lubicz-Lisowski – ojciec Alberta
- Zofia Plewińska(inne języki) – żona Maksa
- Elżbieta Jasińska – fałszywy Maks po rzekomej naturalizacji
- Teresa Makarska – fałszywy Albert po rzekomej naturalizacji
- Barbara Wałkówna – głos Jej Ekscelencji – (dubbing) – nie występuje w czołówce
- Lidia Bogaczówna – dekadentka
- Karina Szafrańska – kobieta w windzie przed wejściem na basen
- Hanna Bieluszko – pracownica „Archeo”
- Magdalena Scholl – dziewczyna
- Magdalena Kuta – strażniczka w blokhauzie
- Anna Wesołowska – strażniczka w blokhauzie
- Małgorzata Rogacka – funkcyjna azylu
- Alicja Zommer – szefowa radiolokacji
- Beata Maj – funkcyjna radiolokacji
- Hanna Bieniuszewicz – strażniczka w „Archeo”

## Produkcja

### Prace przygotowawcze

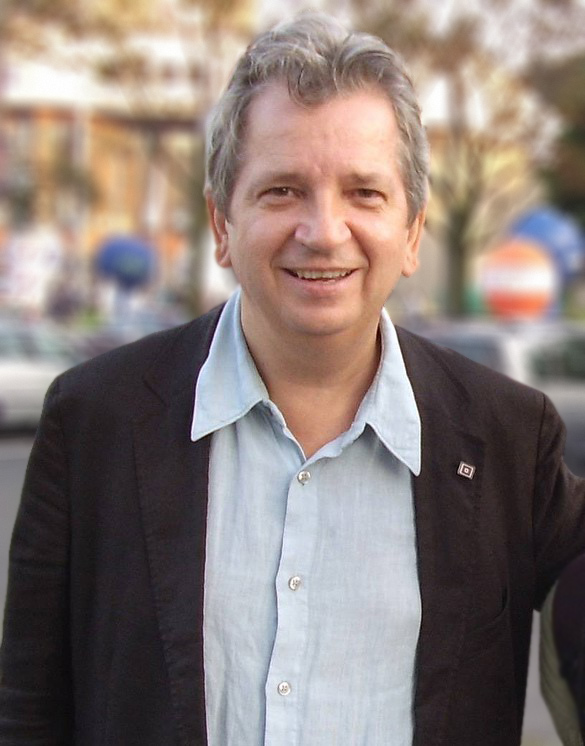
Reżyser filmu, Juliusz Machulski

Pierwszy pomysł na Seksmisję pojawił się u Juliusza Machulskiego jesienią 1977 roku, kiedy szlifował scenariusz do filmu Vabank. Wówczas przyszły reżyser odnalazł w książce poświęconej prognozom w nauce na XXI wiek informację, iż komórkę jajową kobiety można zapłodnić bez udziału plemnika, a więc i bez mężczyzn. Już wtedy Machulski „miał w głowie ostatnią scenę – zbliżenie wiadomego organu noworodka płci męskiej”. Podczas odbywania stypendium rządu francuskiego w Paryżu Machulski znalazł dogodne warunki do pisania scenariusza. Zarysowawszy wstępną koncepcję planowanego filmu, Machulski udał się z nią do Zespołu Filmowego „Kadr”, którego dyrektor artystyczny Jerzy Kawalerowicz przyjął projekt. Pierwotny scenariusz filmu nosił tytuł Lamia, ale kierownik literacki Krzysztof Teodor Toeplitz proponował inny – Pierwiastek żeński. Ostatecznie stanęło na tym, że Machulski wymyślił tytuł Seksmisja. Toeplitz zasugerował Machulskiemu, aby kobiety ze scenariusza „były bardziej opresyjne”, puentując ową poradę słowami: „Wie pan, trzeba przyłożyć kobietom za wszystkie nasze niedole”.
Pierwsza wersja scenariusza została ukończona we wrześniu 1981 roku. Złożony w Naczelnym Zarządzie Kinematografii scenariusz został początkowo zaaprobowany przez kierownictwo, ale dopiero w połowie lutego 1982 roku – ze względu na tymczasowe wstrzymanie wszelkiej produkcji filmowej tuż po wprowadzeniu stanu wojennego – można było go skierować do produkcji. Machulskiemu zezwolono na reżyserię Seksmisji, ponieważ należała ona do garstki filmów, które nie miały antyradzieckiej wymowy. Seksmisja została pierwotnie zaplanowana jako koprodukcja polsko-czechosłowacka, więc do ekipy Machulskiego dołączył czeski scenarzysta Pavel Hajny. Jednak Czesi ze studia Barrandov odrzucili propozycję współpracy, gdyż planowany czas akcji – rok 2044 – oznaczał dla nich zbyt szybki koniec komunizmu. Kawalerowicz wstrzymał więc projekt do czasu, gdy w lipcu 1982 roku Machulski zasugerował mu, że odejdzie z „Kadru” i będzie kręcił dla Zespołu Filmowego „Zodiak” Jerzego Hoffmana. Wówczas produkcja ruszyła w ramach „Kadru”.

### Obsada i zdjęcia
Początkowo w roli Maksa Machulski zamierzał obsadzić Jana Englerta, który mógłby „stworzyć fajny duet z Olgierdem Łukaszewiczem”. Jednakże reżyser potrzebował kontrastu, gdyż jego zdaniem „jeden z bohaterów powinien być fajtłapą, a drugi cwaniakiem”. Dlatego w ramach kontrapunktu dla postaci Łukaszewicza rolę Maksa reżyser zaproponował Jerzemu Stuhrowi. Był to ostatni aktor, który dołączył do obsady. Żona Machulskiego, Bożena Stryjkówna, otrzymała rolę Lamii. Emmę zagrała Bogusława Pawelec, a poza tym w obsadzie znalazły się między innymi Beata Tyszkiewicz oraz Dorota Stalińska, występująca w filmach Barbary Sass. Ekscelencję personifikował Wiesław Michnikowski. Część nazwisk głównych bohaterów kryła w sobie żartobliwe odniesienia do kultury masowej. Emma Dax otrzymała nazwisko po francuskim pułkowniku ze Ścieżek chwały Stanleya Kubricka, Albert Starski – po bohaterach powieści Alberta Camusa i Bolesława Prusa, natomiast Maks Paradys wziął się z „nieziemskości”. Jak twierdził Machulski: „Chciałem, żeby Maks był «nieziemski» – stąd Paradys = Raj”.
Zdjęcia rozpoczęły się w październiku 1982 roku od sceny przyjazdu profesora Kuppelweisera do jego ośrodka badawczego. Na potrzeby scen podziemnych wykorzystano halę w Łodzi i kopalnię soli w Wieliczce. Operatorem przy Seksmisji został Jerzy Łukaszewicz, natomiast scenografami – Janusz Sosnowski i Wiesława Chojkowska. Kostiumy do filmu opracowała Małgorzata Braszka, a kierownikiem produkcji został Andrzej Sołtysik. Przyszłościową muzykę do Seksmisji opracował Henryk Kuźniak, który współpracował wcześniej z reżyserem przy Vabanku. Za montaż odpowiadała Mirosława Garlicka. Łączny budżet Seksmisji wyniósł 70 milionów złotych. Jak później komentował Machulski, było to „tyle co pięć Vabanków”.
Większość zdjęć nakręcono do marca 1983 roku, a do maja ekipa filmowa czekała na pogodę, aby nakręcić sceny plenerowe. Jednak już wówczas Machulski wraz z Garlicką uzgadniali montaż scen. Wnętrze czapy powstało w Łodzi, natomiast rozcięcie plandeki i wyjście na zewnątrz – w Łebie. Scena z laskiem została nakręcona w Rudzie Pabianickiej. Ostatnia scena – z noworodkami – została nakręcona w maju 1983 roku.

### Cenzura i kolaudacja
W filmie pojedyncze sceny zostały poddane cenzurze. Specjalnie dla cenzury powstała scena, w której Maks pozdrawia miłośników hibernacji znakiem V. Reżyser sądził, że cenzorzy, skupiając się na tej scenie, pominą resztę filmu . Pomiędzy reżyserem a urzędnikiem był spór o scenę, w której miała zostać wypowiedziana kwestia „paszporty proszę”. Według scenariusza miała ona paść w języku czeskim, ale cenzor się sprzeciwił. Ostatecznie urzędnik zgodził się na język niemiecki, zastrzegając, że będzie to „zachodnioniemiecki” .
Na kolaudacji Seksmisja została przyjęta bezproblemowo. Kierujący komisją Krzysztof Zanussi chwalił Machulskiego, dziwiąc się, że „biedna polska kinematografia była w stanie wyprodukować taki film”. Jedynie Wanda Jakubowska nalegała, żeby przyciąć część finałową, jednak nie znalazła aprobaty ze strony pozostałych członków komisji.
Po premierze filmu pierwotnie dopuszczony fragment, gdy Maks mówi: „Kierunek: wschód. Tam musi być jakaś cywilizacja!”, który stanowił aluzję do zależności władz PRL od ZSRR, ze względu na wybuchy śmiechu wśród polskiej widowni, został usunięty z planowanych do dystrybucji taśm na żądanie obecnego na premierze Witolda Nawrockiego, kierownika Wydziału Kultury w Komitecie Centralnym PZPR .

## Odbiór

### Frekwencja i opinie krytyków

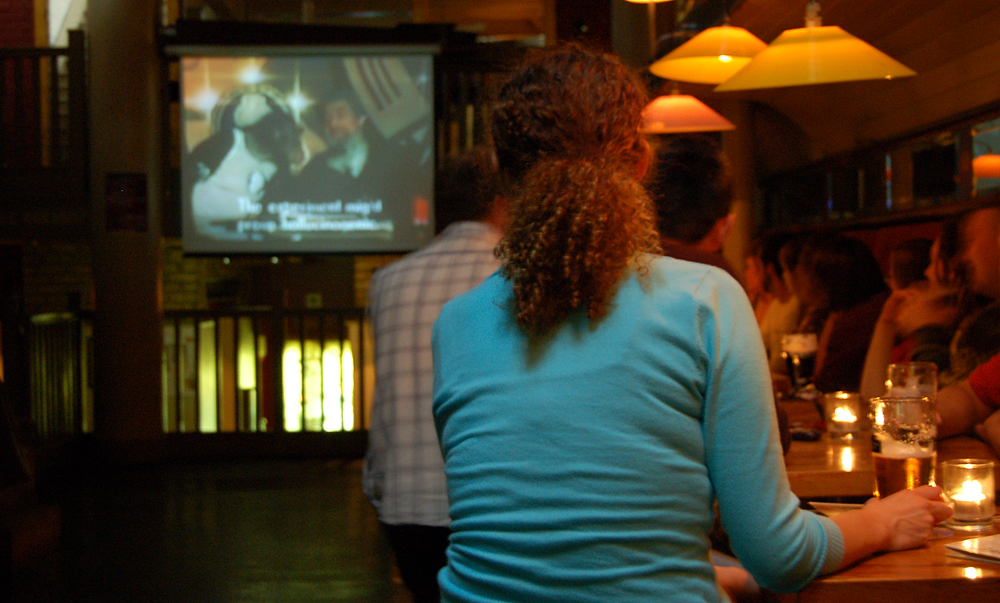
Klienci pubu Pravda w Dublinie oglądają Seksmisję, 2006

Seksmisja odniosła w Polsce olbrzymi sukces frekwencyjny. W pierwszym miesiącu rozpowszechniania obejrzało ją 1 073 000 widzów, a łączna szacowana liczba widzów wyniosła 12 milionów. Była również popularna w Związku Socjalistycznych Republik Radzieckich  (gdzie była wyświetlana pod tytułem Nowe amazonki w wersji skróconej o około 25 minut)  oraz Niemieckiej Republice Demokratycznej . Także w Czechosłowacji szacowana liczba widzów sięgnęła pułapu 3,7 miliona.
Krytyka polska początkowo przeważnie bagatelizowała antyfeministyczne przesłanie Seksmisji. Z jednej strony Maciej Zalewski na łamach „Kina” twierdził, że Machulski zasypuje widza cytatami z „najbardziej utartego zestawu damsko-męskich dowcipasów, które zaczynamy opowiadać sobie na przerwach w podstawówce”. Z drugiej zaś – Małgorzata Dipont na łamach „Życia Warszawy” skomentowała Seksmisję jako „doskonałą kpinę z ruchów feministycznych, jakie były, są i będą”, doceniając gwiazdorską kreację Jerzego Stuhra . Andrzej Kołodyński, nazywając hasła feministek z końca XX wieku „ekstremistycznymi”, stwierdził, że słusznie „dwójka bohaterów […] przeciwstawia im zdrowy, męski szowinizm”. Sam film Kołodyński określił mianem „widowiska inteligentnego i dowcipnego”. Jan F. Lewandowski uznał Seksmisję za „najlepszą polską komedię w scenerii przyszłościowej”, która „braki techniczne nadrabia wyjątkową pomysłowością”. Zdaniem Jerzego Płażewskiego ta „topless-Apokalipsa z roku 2044”, utrzymana w klimatach prozy George’a Orwella, przyniosła Machulskiemu „największy, zasłużony sukces”. Rosyjski krytyk filmowy Miron Czernienko stwierdził, że wprawdzie Machulski nie jest „zbawicielem kina”, ale rzemieślnikiem, który „zna dokładnie swoje miejsce w kinie, wie, że to miejsce jest jego własne” . Zdaniem Czernienki film jest przesiąknięty „wieloma aktualnymi politycznymi aluzjami, aluzjami i skojarzeniami”, które jednak „nie przysłużyły się filmowi, pozbawiając go, o dziwo, tej nieposkromionej jowialności i bezgranicznej powagi, które były atutami Vabanku” . Aleksandr Fiodorow podkreślał, że Seksmisja w momencie premiery w ZSRR trafiła w swój czas, gdyż zapewne nie mogłaby otrzymać zgody na wyświetlanie w latach 70. XX wieku. 
Maciej Parowski w „Fantastyce” sam film uznał za udaną i dobrą komedię, chwaląc humor oraz profesjonalne wykonanie scenograficzne i reżyserskie. Równocześnie film ocenił także jako antyfeministyczny; pisząc, że kobiety są w nim ukazane jako małpujące mężczyzn, z nie całkiem konsekwentnym przesłaniem, że bez nich by sobie jednak nie poradziły, w efekcie czego „skecz jest przedni”, ale jednak nierealistyczny. Zwrócił też uwagę, że najlepsze i pierwszoplanowe role grają w nim mężczyźni, a realistyczne wykonanie tematu, choć możliwe, byłoby jednak mniej zabawne.

### Kostium historyczny oraz kwestia feminizmu i antyfeminizmu
Pomimo rzekomo antytotalitarnej wymowy Seksmisja nie wzbudziła zauważalnych protestów politycznych ani w Polsce, ani w ZSRR, lecz w Stanach Zjednoczonych. Po specjalnym pokazie Seksmisji w Minneapolis w 1984 roku feministki uznały, że wymowa filmu jest „antyfeministyczna, faszystowska, szowinistyczna i seksistowska” . Machulski tłumaczył później w wywiadzie dla Polskiego Radia, iż tamtejsze feministki „nie odebrały tego filmu jako krytyki ustroju totalitarnego. Dla nich była to opowieść o wyższości mężczyzn nad kobietami”, po czym odniósł wrażenie, że Seksmisja na Zachodzie nadal zmaga się z takim odbiorem.
Dzieło Machulskiego było w Polsce powszechnie odczytywane jako alegoria komunistycznych rządów, na co zdaniem Ewy Mazierskiej i Evy Näripei nałożyło się kilka czynników. Film Machulskiego ukazywał świat łudząco podobny do Polski okresu stanu wojennego, w którym nasilona była indoktrynacja oraz fałszywie prezentowana wizja rzeczywistości, a także przejawy oporu wobec państwa totalitarnego. Zdaniem Mazierskiej i Näripei wybór kobiet jako głównych wrogów bohaterów Seksmisji był powodowany mizoginistyczną reakcją na ideologię równości płci, która w okresie PRL-u przyczyniła się do awansu społecznego kobiet. Film Machulskiego postawił znak równości pomiędzy feminizmem a komunizmem, przyczyniając się w powszechnej świadomości do utrwalenia analogii pomiędzy nimi. Marta Komsta stwierdziła, że Seksmisja „jest przykładem tego, jak starannie zmanipulowana narracja staje się antyfeministyczną dystopią, w której państwo żeńskie jest równie fałszywe jak zanieczyszczenia na powierzchni ziemi”. W optyce Machulskiego, zdaniem Komsty, „podział władzy w pozornie całkowicie kobiecym świecie powinien faworyzować nie kobiety, ale tych, którzy od początku byli naturalnymi władcami […] – mężczyzn”.
Ewa Moskalówna w „Głosie Wybrzeża” ironicznie pisała, iż „fantastyczny świat przyszłości, z matriarchatem jako efektem katastrofy nuklearnej, jest odwzorowaniem sfeminizowanego świata współczesnego [...]. W życiu młody człowiek otoczony jest kobietami i poddany ich presji [...]. Mizoginizm tego filmu apeluje do wiecznego chłopca, pocieszającego się, że wstrętne baby czegoś tam jednak nie mają”. Leigh E. Rich i Michael A. Ashby zauważyli, że Seksmisja dąży do udowodnienia, iż świat bez mężczyzn nie jest możliwy, a kobiety nie powinny rządzić światem ze względu na rzekomą niezdolność do pełnienia tego obowiązku . Katarzyna Waligóra pisała, że kobiece bohaterki Seksmisji są „mściwe, głupie, słabe, niezaspokojone seksualnie, ale przede wszystkim nieudolne. Dystopia, którą tworzą, nie jest przerażająca – jest śmieszna”. Waligóra dowodziła, że Seksmisja w momencie wejścia na ekrany kin „skanalizowała lęki przed feminizmem, którego nadejście w latach osiemdziesiątych bardziej przeczuwano, niż doświadczano”. Paulina Młynarska-Moritz w wywiadzie dla Onet.pl z 2017 roku stwierdziła, że film Machulskiego jest „niebywale śmieszny, inteligentny, świetnie zagrany, ale z tezą, że świat rządzony przez kobiety to piekło” . Agnieszka Graff pisała, że film wywarł destrukcyjny wpływ na emancypację kobiet u schyłku PRL-u: „Tak jak komunizm stał się w zbiorowej świadomości okresem Seksmisji, haniebnego uwięzienia w świecie odwróconych ról […] [tak] w zbiorowej pamięci, »Solidarność« była wielkim męskim rytuałem przejścia”. Natalia Lemann dopowiadała, że Seksmisja wpisała się w ogólny trend polskiej fantastyki lat 80.: „Fantastyka socjologiczna, która odegrała tak znaczącą rolę w walce z systemem komunistycznym w Polsce, czyniła to kosztem kobiet”.
Padające wobec Machulskiego zarzuty antyfeministycznej wymowy filmu odpierała część filmoznawców. Monika Talarczyk-Gubała stwierdziła, że ideę planety zamieszkanej wyłącznie przez kobiety reżyser „wywiódł wprost z amerykańskiego kina gatunków, które od lat pięćdziesiątych [XX wieku] eksploatowało wizję świata bez mężczyzn”. Zdaniem Artura Majera antyfeminizm nie jest głównym tematem Seksmisji, gdyż „służy raczej zabawie, komizmowi oraz [...] oswojeniu wątku głównego, czyli satyrze na władzę totalitarną”. Ponadto, jak zaznacza Majer, to profesor Kuppelweiser – mężczyzna szaleniec – tak naprawdę jest odpowiedzialny za zniszczenie genów męskich i zagładę „gatunku męskiego”. Dodatkowo biograf Machulskiego zauważył, że świat przedstawiony w Seksmisji jest pozbawiony feminizmu (rozumianego jako walka o równouprawnienie kobiet), gdyż po zdobyciu władzy kobiety nie musiały pokonać mężczyzn ani zrównać się z nimi, lecz po prostu ich zastąpiły. W związku z tym główny konflikt dotyczy nie walki kobiet z mężczyznami, ale władzy z podporządkowanymi jej więźniami. Podobnym interpretacjom sprzeciwiał się Krzysztof Kornacki, który pisał: „Czyniąc przekaz niejednoznacznym, Machulski nie pozbawia go jednak antyfeministycznej perspektywy, co najwyżej umożliwia odczytanie zarówno z kulturowego, jak i politycznego punktu widzenia. Film Machulskiego jest [...] reprezentatywny dla ekranowego mizoginizmu peerelowskiego kina erotyzującego”.

### Nagrody i wyróżnienia
| Rok  | Festiwal/organizator                                       | Nagroda | Odbiorca          |
| ---- | ---------------------------------------------------------- | --- | ----------------- |
| 1984 | Festiwal Polskich Filmów Fabularnych                       | Srebrne Lwy Gdańskie                                                                                         | Juliusz Machulski |
| 1984 | Festiwal Polskich Filmów Fabularnych                       | Nagroda za scenografię                                                                                       | Janusz Sosnowski  |
| 1984 | Festiwal Polskich Filmów Fabularnych                       | Nagroda Polkina za najbardziej frekwencyjny film sezonu                                                      | Juliusz Machulski |
| 1984 | Klub Krytyki Filmowej Stowarzyszenia Dziennikarzy Polskich | Syrenka Warszawska w kategorii filmu fabularnego                                                             | Juliusz Machulski |
| 1985 | Lubuskie Lato Filmowe                                      | Nagroda Przedsiębiorstwa Dystrybucji Filmów                                                                  | Juliusz Machulski |
| 1985 | Międzynarodowy Festiwal Filmów Fantastycznych w Madrycie   | Nagroda za scenariusz                                                                                        | Juliusz Machulski |
| 1985 | Czasopismo „Film”                                          | Złota Kaczka za najlepszy film polski                                                                        | Juliusz Machulski |
| 1999 | Tygodnik „Polityka”                                        | Najciekawsze filmy polskie XX wieku – 3. miejsce                                                             | Juliusz Machulski |
| 2008 | Czasopismo „Film”                                          | Specjalna Złota Kaczka dla najlepszej polskiej komedii stulecia                                              | Juliusz Machulski |
| 2015 | Festiwal Polskich Filmów Fabularnych                       | Nagroda Onetu za najlepszy cytat filmowy („Kobieta mnie bije. Poddaję się. Dajcie mi wszyscy święty spokój”) | Juliusz Machulski |

## Nawiązania

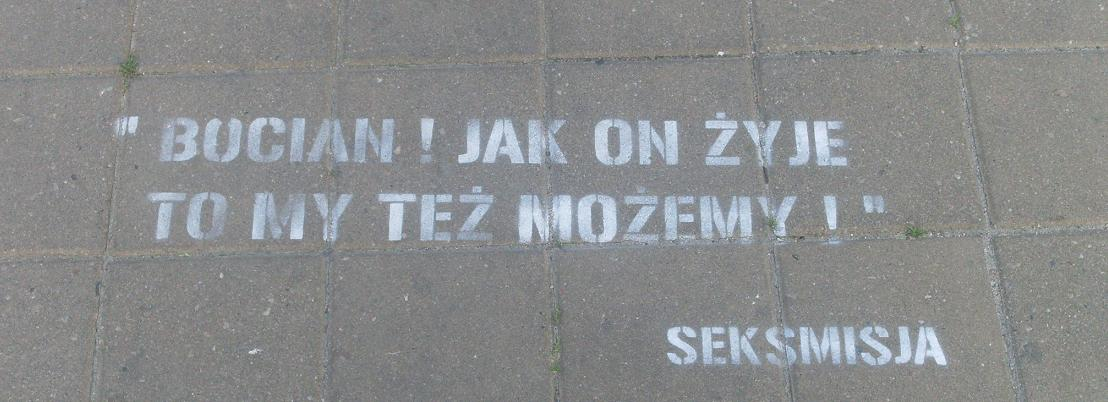
Cytat z filmu pokazany podczas 33. Festiwalu Filmów Fabularnych w Gdyni w 2008

- Cytaty z filmu, na przykład „Kopernik była kobietą!”, „Ciemność, widzę ciemność”, „Kobieta mnie bije”, „Nasi tu byli”, „Nas? Bohaterów? Prądem?!” czy też „Sekcja specjalna zawsze lojalna!”, weszły na stałe do języka codziennego[50][51] .
- W odc. 3 pt. „Być dorosłym” serialu dla młodzieży Siedem życzeń z 1984 roku główny bohater, Darek, po spełnieniu kolejnego życzenia, przybiera ciało własnego ojca i w tym stanie wybiera się do kina na film Seksmisja[52], który był emitowany w czasie produkcji serialu. W ujęciach z sali kinowej widoczne są sceny z tego filmu.
- Na motywach filmu, w 1991 roku w firmie LK Avalon powstała polska gra komputerowa A.D. 2044, która stała się przebojem wśród graczy[53] . Nawiązanie do Seksmisji pojawia się też w innej polskiej grze komputerowej Wiedźmin 3: Dziki Gon, gdzie jeden z bohaterów, zamroczony alkoholem, cytuje Maksa z Seksmisji słowami: „Ciemność, widzę ciemność, ciemność widzę”[54].
- W polskiej wersji filmów z serii Shrek Osioł mówiący głosem Jerzego Stuhra wielokrotnie wypowiada kwestie będące odniesieniami do słów tego samego aktora w Seksmisji (np. „w tym mogą być promile” lub „dlaczego tu nie ma klamek?”). Ponadto sposób, w jaki napisano i zagrano filmowe kwestie postaci Osła w polskim dubbingu filmów Shrek, nawiązuje do mowy Maksa w Seksmisji[55] [56] [57][58][59].

## Niedoszły sequel
Machulski nosił się z zamiarem sfilmowania kontynuacji Seksmisji, jednak scenariusz opracowany wraz z Ryszardem Zatorskim w 1996 roku uznał za niezadowalający. W 2002 roku scenariusz do nienakręconego filmu, zatytułowany Seksmisja 3, czyli graniasta cytryna, został opublikowany w wersji książkowej. Reżyser uzasadniał swoją decyzję następująco: „Doszedłem do wniosku, że nie chcę wystawiać na szwank legendy Seksmisji 1. I odpuściłem. Może gdyby powstała wcześniej…, ale po latach uznałem, że to nie ma sensu”.